# Läutewinkel
Der Läutewinkel ist der Winkel der maximalen Auslenkung einer läutenden Glocke in eingeschwungenem Zustand bezogen auf ihre lotrechte Ruhelage.
Typische Werte liegen bei Kirchenglocken zwischen 50 und 80 Grad. Üblicherweise werden große Glocken mit kleinen, kleine Glocken mit großen Läutewinkeln geläutet. Die Einstellung des optimalen Läutewinkels einer Glocke wird als Intonation bezeichnet.
Die korrekte Einstellung des Läutewinkels ist sowohl für den Klang der Glocke als auch für die Stabilität und Sicherheit der Läuteanlage wichtig. Bei einem schwingungstechnisch gut dimensionierten Klöppel entfaltet die Glocke schon bei kleinen Läutewinkeln einen guten Klang, schlecht dimensionierte Klöppel erfordern meist höhere Läutewinkel. Mit zunehmender Höhe des Läutewinkels nimmt die Dynamik der Glocke in der Regel zu.